# Anselmo de Nonántola
San Anselmo de Nonántola o San Anselmo del Friul (Cividale del Friuli (antes Forum Julii), 723 – Nonántola, 803) fue un abad medieval, santo y originalmente noble lombardo. Fue el primer abad de la abadía de Nonantola.
Anselmo era duque de Forum Julii (moderno Friul), en el noroeste de la Lombardía, después que Astolfo se sentara en el trono de los lombardos. Dejó el mundo de la nobleza para dedicarse a la vida secular, y, en 750, construyó un monasterio en Fanano, un lugar en honor a Astolfo, que se casó con la hermana de Anselmo, Gisaltruda. Dos años después, construyó el monasterio de Nonántola, a poca distancia de Módena. Anselmo fue a Roma, donde el papa Esteban II le ordenó con el hábito de San Benito, ofreciéndole algunas reliquias de San Silvestre y nombrándole abad de Nonántola. Anselmo fundó varios hospicios donde los pobres y los enfermos eran cuidados por los monjes. 
Desiderio, que había sucedido a Astolfo como rey de los lombardos en 756, desacreditó a Anselmo de Nonántola en favor de su protegido. Anselmo estuvo siete años de su vida exiliado en el monasterio benedictino de Monte Cassino, pero volvió a Nonántola después de que Desiderio fuera hecho prisionero por Carlomagno en 774. Hasta 1083, Nonántola fue un monasterio imperial, en memoria del sufrimiento de Anselmo durante aquellos años. 
Después de haber sido abad durante 50 años, Anselmo moriría en Nonántola en 805, de donde aún es el patrón. Su festividad que se celebra el 3 de marzo.